# Nagasaki kunchi

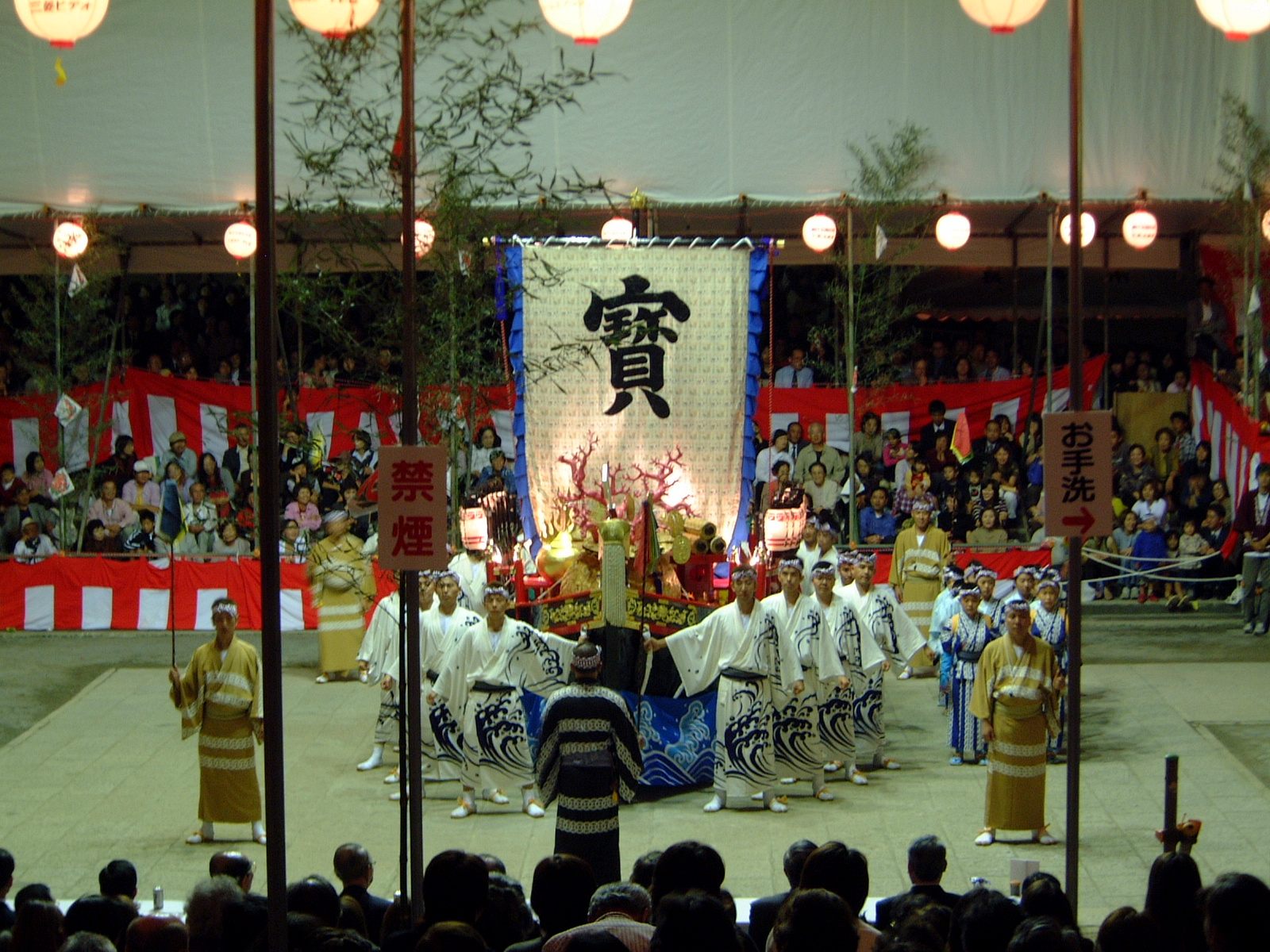

Le Kunchi (くんち), aussi Nagasaki kunchi (長崎くんち) ou Nagasaki okunchi (長崎おくんち), est la fête la plus connue de Nagasaki au Japon. Elle commence comme une célébration de la récolte d'automne à la fin du XVIe siècle et devient un festival de sanctuaire lorsque le Suwa-jinja est fondé en 1642. Un autre objectif est de découvrir les chrétiens cachés après l'interdiction du christianisme. Cela se manifeste encore aujourd'hui dans la coutume de « montrer le jardin » (庭見せ, niwamise), lorsque les quartiers représentés ouvrent leurs maisons à l'examen public.
Un des spectacles les plus célèbres du festival est la danse du dragon qui est à l'origine représentée au réveillon de la Saint-Sylvestre par les résidents chinois de Nagasaki. Les répétitions pour le festival débutent le 1er juin. Du 7 au 9 octobre, les présentations qui reflètent vivement l'histoire colorée de Nagasaki débordent sur les trois sites du festival dans les rues et créent une atmosphère de fête dans toute la ville.